# A propósito
A propósito es el décimo álbum de estudio de la banda argentina Babasónicos. Es el primer disco de la banda que no cuenta con Gabriel Manelli como bajista, ya que el mismo había fallecido en el 2008 luego de haber luchado varios años con la enfermedad de Hodgkin. 
El álbum fue también editado en versión deluxe con un novedoso paquete que lo diferencia de la edición estándar, e incluye un código que permite descargar contenidos exclusivos, tales como un tema inédito, diferentes versiones de «Muñeco de Haití» y el vídeo y detrás de escena de «Deshoras», además de un documental exclusivo del grupo.

## Detalles del álbum
El disco fue lanzado a la venta el 17 de mayo de 2011. Comenzó a grabarse en octubre de 2010, con producción propia y un repertorio de 35 canciones, pero solo 10 quedaron dentro del álbum, entre ellas el primer sencillo «Deshoras» que fue lanzado en fragmentos de forma exclusiva para los fanáticos por medio de su página web.
Además hay dos pistas que dentro de ellas tienen más de una canción: La canción «Tormento» es sucedida por «Pulpito» en la misma pista, y lo mismo sucede con «Muñeco de Haití» (total 5:56), que es sucedida por «Parte 1: El sultán», y luego por «Parte 2: Jaula» (total 9:01).

## Edición deluxe
La versión Deluxe de A propósito incluye además un código que permite descargar contenidos exclusivos tales como un tema inédito (titulado «La mitad de mí»), diferentes versiones de «Muñeco de Haití», el vídeo detrás de escena del video musical del sencillo «Deshoras», además de un documental del grupo. 

## Lista de canciones
Todas las letras escritas por Adrián Dárgelos.
| N.º | Título                                                  | Música                                                                                 | Duración |  |
| 1.  | «Flora y Fauno»                                         | Adrián Dárgelos · Diego Tuñón · Mariano Roger                                          | 4:11     |  |
| 2.  | «Fiesta popular»                                        | Mariano Roger                                                                          | 3:26     |  |
| 3.  | «Tormento / Pulpito»                                    | Adrián Dárgelos / Dárgelos · Tuñón                                                     | 5:56     |  |
| 4.  | «Deshoras»                                              | Adrián Dárgelos · Mariano Roger                                                        | 3:35     |  |
| 5.  | «Ideas»                                                 | Adrián Dárgelos · Diego Tuñón                                                          | 4:00     |  |
| 6.  | «En privado»                                            | Adrián Dárgelos · Mariano Roger                                                        | 3:56     |  |
| 7.  | «Muñeco de Haití / Parte 1: El sultán / Parte 2: Jaula» | Adrián Dárgelos · Diego Rodríguez · Diego Tuñón / Diego Castellano / Rodríguez · Tuñón | 9:01     |  |
| 8.  | «El pupilo»                                             | Adrián Dárgelos · Diego Rodríguez                                                      | 3:42     |  |
| 9.  | «Barranca abajo»                                        | Adrián Dárgelos · Mariano Roger                                                        | 2:36     |  |
| 10. | «Chisme de zorro»                                       | Adrián Dárgelos · Mariano Roger                                                        | 3:27     |  |
| 11. | «La mitad de mí» (Tema inédito no incluido en el álbum) |                                                                                        | 2:57     |  |
| 12. | «Postizo» (Tema inédito no incluido en el álbum)        |                                                                                        | 6:37     |  |

## Personal
- Producido por: Babasónicos
- Mezclado por: Phill Brown
- Ingeniero grabación y mezcla: Gustavo Iglesias
- Asistencia de producción: Rafa Arcaute / Martin Bosa
- Mastering: pepovic masterclass
- Músicos invitados: Andrew Weiss / Daniel Melero
- Diseño de tapa: Alejandro Ros
- Producción Ejecutiva: Eduardo Rocca

- Datos: Q2893250